# Cinema Sivori
Il Cinema Sivori è una sala cinematografica Italiana con sede a Genova. È la sala più antica d'Italia, avendo proiettato L'arrivo di un treno alla stazione di La Ciotat dei fratelli Lumière il 30 maggio 1896, cinque mesi dopo la prima proiezione assoluta parigina.
Con 350 posti, è situata in salita di Santa Caterina 54r, nel quartiere di Portoria, accanto a Palazzo Doria-Spinola.

## Storia

### Periodo concertistico e teatrale

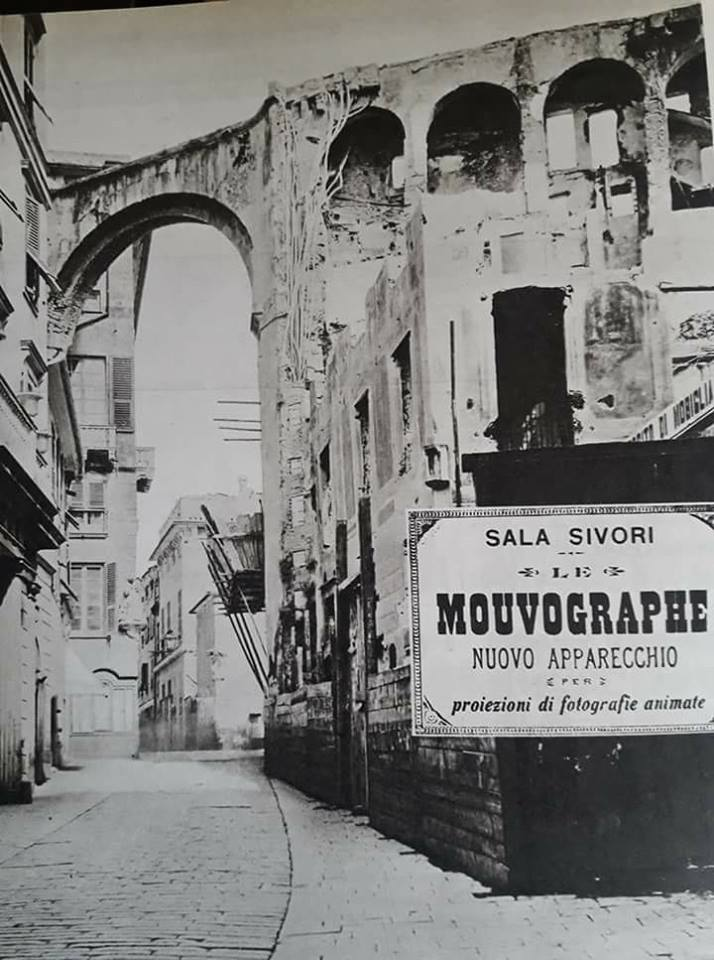
Locandina pubblicitaria della Sala Sivori nel 1870.

Il Cinema Sivori ha sede presso le antiche scuderie del Palazzo Doria-Spinola, edificate fra il 1541 e il 1543. Al progetto di conversione di quegli spazi in sala concertistica si dedicò il maestro Giuseppe Bossola, con la partecipazione dei marchesi Spinola, che concessero l'edificio adiacente al palazzo di loro proprietà. Il 28 dicembre 1869 la sala fu inaugurata con il nome di Sala Sivori, in onore al grande violinista genovese Ernesto Camillo Sivori. Il concerto d'apertura si tenne la sera successiva, preceduto da un discorso del marchese d'Arcais sulla necessità di valorizzare la cultura musicale:
Nel 1870, in occasione del centenario dalla nascita di Beethoven, venne eseguito il Quintetto d'archi in Do maggiore op. 29 del compositore tedesco. Nel 1874 vi si esibì Rubinstein e nel 1879 lo stesso Sivori che, accompagnato dal pianista Giovanni Rinaldi, eseguì Il trillo del diavolo di Giuseppe Tartini, assieme con altre sue composizioni.
La sala in seguito ospitò anche spettacoli di lirica, prosa, lanterna magica e vaudeville.
Nel novembre 1875, parte della tournée col violoncellista Alfredo Piatti, si tenne un concerto del flautista Giulio Briccialdi in coppia con un quasi debuttante Giuseppe Martucci al pianoforte.
Il 14 e 15 agosto 1892, presso la Sala Sivori si tenne il primo congresso che avrebbe portato alla nascita del Partito Socialista Italiano. Si riunirono 400 delegati del Partito Operaio Italiano, della Lega Socialista Milanese e di numerose altre leghe operaie minori, con le arrighe sul palco di Filippo Turati, Angiolo Cabrini, Andrea Costa, Antonio Maffi, Camillo Prampolini, Gregorio Agnini, Giovanni Lerda, Anna Kuliscioff, e venne letto un messaggio proveniente da Oneglia di Edmondo De Amicis. In seguito dibattito, però, i delegati di 150 organizzazioni lasciarono in sala la componente anarchica, che in polemica voleva sospendere i lavori del congresso, e si riunirono al Ristorante Schooner in salita Pollaiuoli, decidendo di indire per il giorno successivo la fondazione del Partito dei Lavoratori Italiani, nella Sala dei Carabinieri Genovesi in via della Pace; il partito ebbe come fondatori Filippo Turati e Guido Albertelli con Claudio Treves, Leonida Bissolati, Arcangelo Ghisleri e Enrico Ferri e nel 1895 cambiò nome in Partito Socialista Italiano. Venne scelto come primo segretario il tipografo e sindacalista Carlo Dell'Avalle.

### Periodo cinematografico

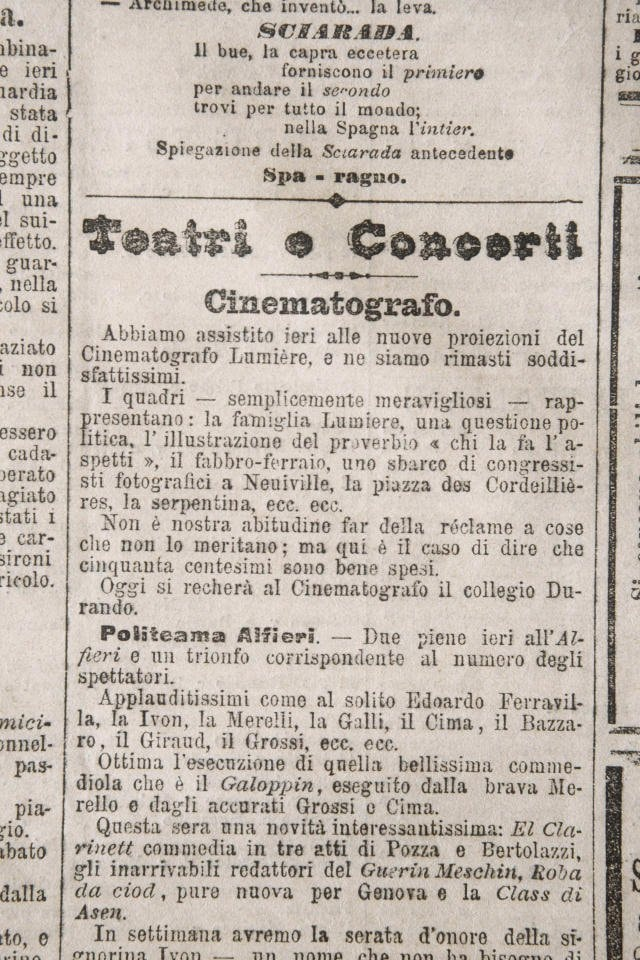
Articolo de Il Secolo XIX del 31 maggio 1896 sulla prima proiezione, sono citate le pellicole dei fratelli Lumière (alcune con traduzione diversa): La pesca dei pesci rossi, I maniscalchi, L'arrivo dei fotografi al congresso di Lione, La Place des Cordeliers a Lione e L'innaffiatore innaffiato.

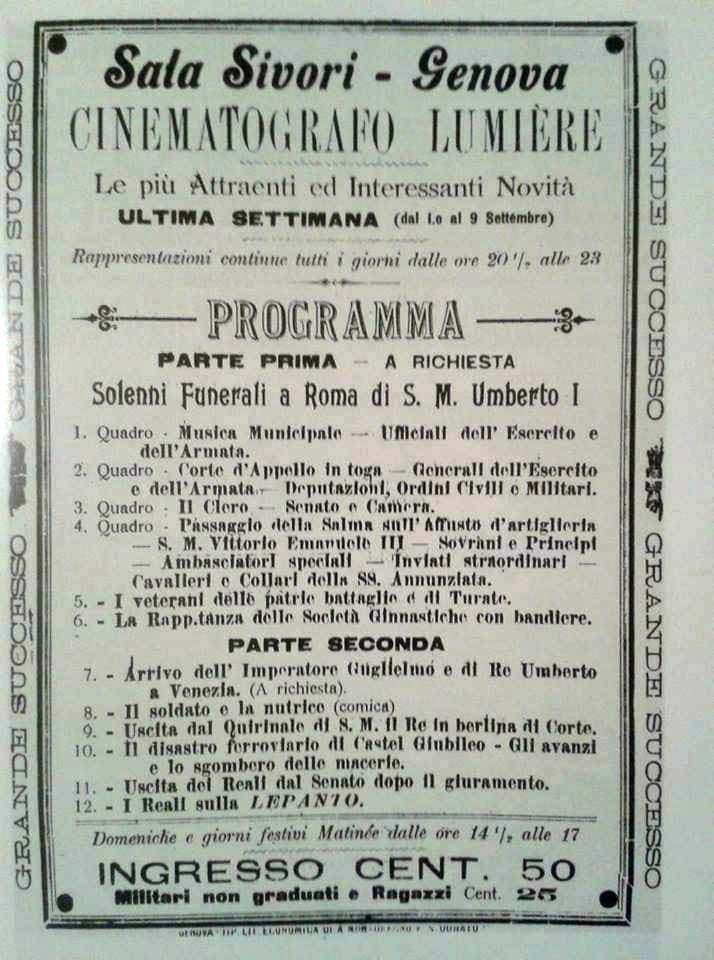
Pubblicità della Sala Sivori su Il Secolo XIX del 1º settembre 1900.

Il 4 maggio 1895 nella sala si utilizzò per la prima volta il kinetoscopio, precursore dei proiettori cinematografici, inventato da Thomas Edison otto anni prima. L'anno successivo, il 30 maggio 1896 si tenne la prima proiezione vera e propria, utilizzando il cinématographe dei Fratelli Lumière, e proiettando il celeberrimo L'arrivo di un treno alla stazione di La Ciotat e altri brevi filmati. Nel 1896-1897 il cineasta Luigi Sciutto proiettò alcuni suoi filmati.
Dopo un decennio di attività mista, a partire dal 1905 la sala divenne stabilmente un cinematografo, e prese il nome di Cinematografo Reale - Sala Sivori. Un grave incendio negli anni '30 rovinò arredi e impianti, e nel 1939 si intraprese una prima ristrutturazione, anno in cui la sala cambiò nome in Cinema Palazzo (citando l'attiguo palazzo Doria-Spinola), nome mantenuto poi sino al 2001.
In occasione dei sessant'anni della fondazione del Partito Socialista Italiano, il 19 settembre 1952 si tenne alla Sala Sivori la relazione di Pietro Nenni, con la partecipazione anche degli ultimi congressisti del 1892 ancora in vita, e fu convocato il XXX Congresso a Milano del gennaio 1953.
Nel novantennale della prima proiezione italiana, la Cinémathèque française prestò alla Sala i filmati che erano stati proiettati in prima mondiale il 28 dicembre 1895 dai fratelli Lumière al Salon indien du Grand Café di Parigi. La proiezione si tenne il 30 maggio 1986..
Il 15 maggio 1993 il cinema ospitò una ulteriore riunione del PSI, col presidente Gino Giugni e il segretario regionale Antonio Gozzi..
In occasione dei cento anni dalla prima proiezione, il 20 maggio 1996 il cinema tornò a chiamarsi per una sera Sala Sivori, grazie al lavoro dello scenografo Emanuele Luzzati. In tale occasione fu proiettata la prima proiezione dei Fratelli Lumière e i film muti Le Merveilleux Éventail vivant (1904) e Le Raid Paris-Monte Carlo en 2 heures (1905) di Georges Méliès, The Great Train Robbery (1903) di Edwin S. Porter e L'Odissea (1911) di Francesco Bertolini e Adolfo Padovan. Fu proiettato inoltre il film Il silenzio è d'oro (1947) di René Clair. Il 30 maggio 1996 vennero proiettate le comiche del cinema muto di Charlie Chaplin, Émile Cohl, André Deed, Buster Keaton, Hal Roach e Harold Lloyd, poi venne nuovamente proiettata la prima proiezione dei Lumière.
Nell'agosto del 2000 una troupe guidata dalla regista Simona Ambrosio realizzò un documentario sulla storia della sala, trasmesso il successivo autunno su Stream TV.
Dopo i lavori di restauro, il 15 dicembre 2001, la sala ha riaperto le attività recuperando lo storico nome di Cinema Sivori, con la proiezione in anteprima del film Omicidio in Paradiso, e la presenza del protagonista Andrea Occhipinti come ospite.
Il 28 aprile 2012, il Nuovo Partito Socialista Italiano ha celebrato presso la sala i 120 anni della fondazione, con il segretario Riccardo Nencini, Carme Chacòn, altri ospiti e la lettura di un messaggio del presidente della Repubblica Giorgio Napolitano.
Il 30 maggio 2016, in occasione dei 120 anni dalla prima proiezione, sono stati proiettati i film Vado a scuola e Francofonia, con la presenza del sindaco Marco Doria e altri ospiti.

## Sale e equipaggiamenti
Il cinema ha due sale:
- la Sala Sivori con 250 posti, equipaggiata con il proiettore Sony 4K e un Prevost P93 35 mm[18]
- la Sala Polivalente con 100 posti, equipaggiata con il proiettore 2K NEC NC900[18]

## Galleria d'immagini

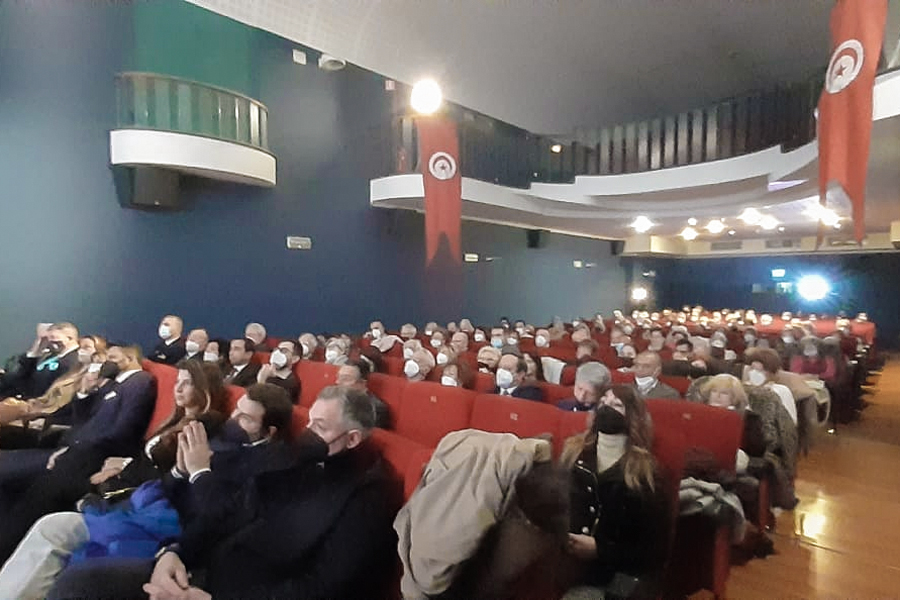
Gli interni della Sala Sivori.
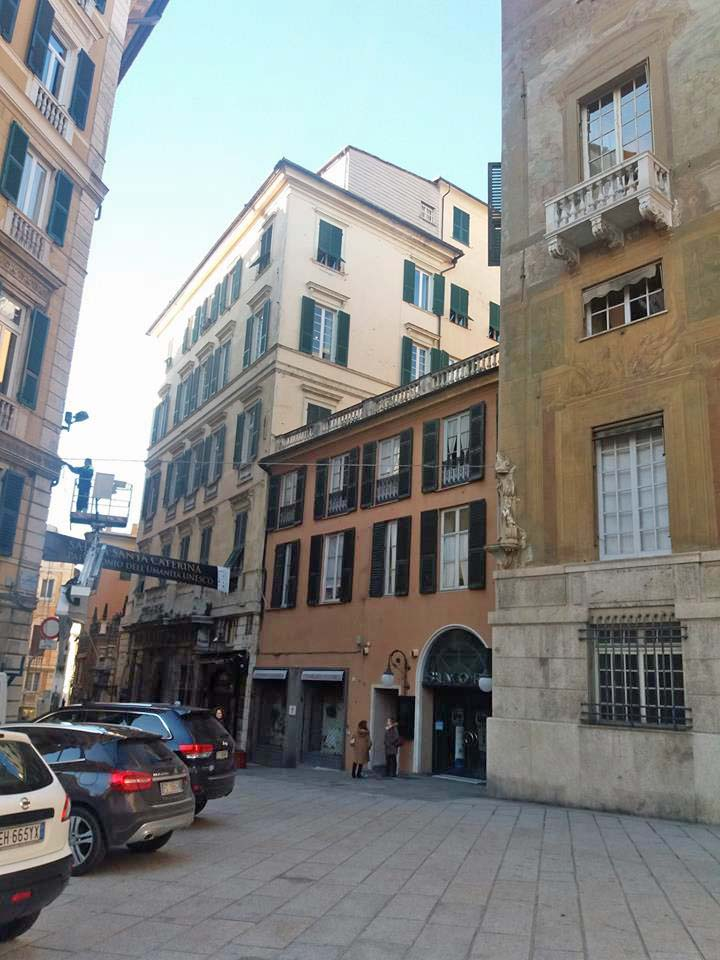
Il cinema visto da Largo Eros Lanfranco nel 2019.
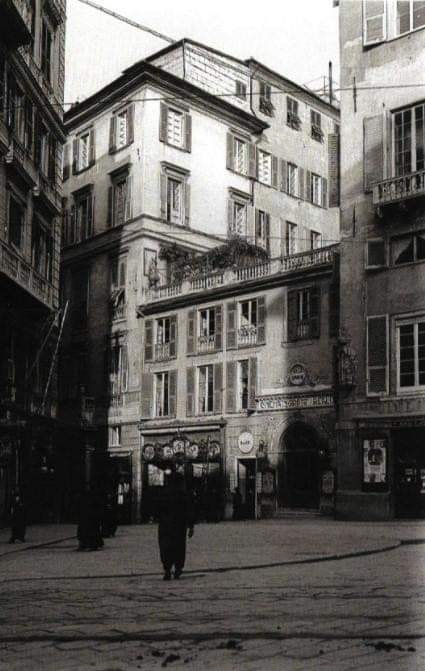
Il Cinematografo Reale nel 1910.
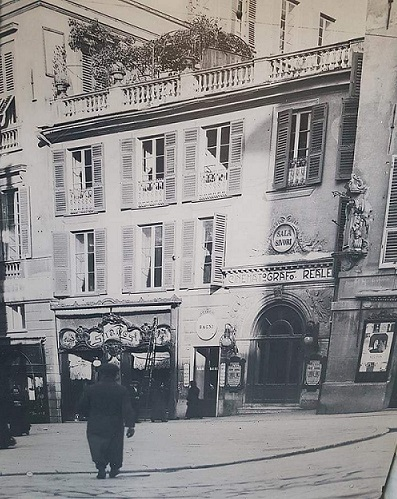
Il Cinematografo Reale nel dicembre 1913, con la proiezione del film l'Amore Vince e del Pathé Journal.
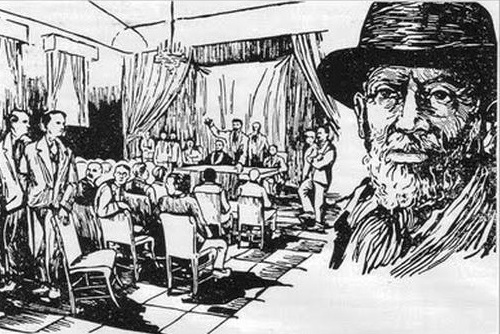
La sala il 14 agosto 1892 durante il congresso del Partito dei Lavoratori Italiani, con ritratto di Turati. Disegno di Caramba sulla Gazzetta del Popolo.
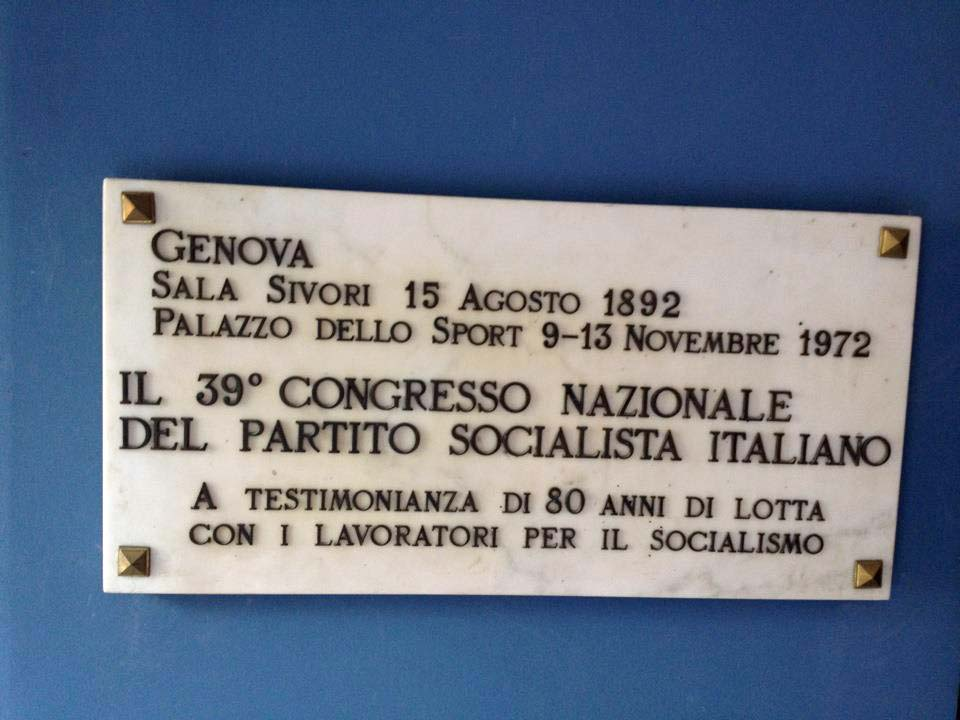
Lapide interna alla sale, affissa nel 1972 e dedicata alla fondazione del PSI nel 1892 a Genova.